# Lauren Burns
Lauren Chantel Burns, född 8 juni 1974 i Melbourne, är en australisk taekwondoutövare och OS-mästare. Hon vann Australiens 1:a OS-guld i de olympiska sommarspelen 2000 i Sydney.

## Karriär
Lauren Burns är dotter till sångaren Ronnie Burns och dansaren Maggie Burns, född Stewart. Som barn deltog Burns inte så mycket i sporter. Hennes yngre bror Michael blev intresserad av kampsporter efter att ha sett Teenage Mutant Ninja Turtles och började att lära sig taekwondo. Kort därefter började fadern att träna taekwondo och det intresserade Lauren att träna det.
Burns började att lära sig taekwondo hos Martin och Jeanette Hall. 1990 började hon att utöva taekwondo.